# Mona-sagen
55°3′57.36″N 10°32′4.26″Ø / 55.0659333°N 10.5345167°Ø
Mona-sagen er en dansk drabssag, hvor den syv-årige Mona Rasmussen fra Hvidkilde på Fyn den 20. august 1964 forsvandt på vej til skole. Det lykkedes ikke at finde Mona med en 900 mand stor eftersøgning, og først omkring en måned senere blev liget fundet i en sø. En 38-årig mand blev idømt en livstidsdom.
Sagen er to gange forsøgt genoptaget.

## Eftersøgning
Mona Rasmussen boede i Egehuset nord for godset Hvidkilde. Torsdag den 20. august cyklede hun sydpå for at nå skolebussen fra Egense klokken 11:30 til skolen i Rantzausminde. Omkring 11:06 kom hun til Faaborg-Svendborg-landevejen. Hun kom over vejen og fortsatte ad en lille vej gennem Amalielyst-skoven.  Hun nåede aldrig frem til bussen.
Tre børn, der havde været i skole om formiddagen, var med tilbage i bussen, og de fandt Monas cykel i et buskads. To af børnene cyklede hjem til deres forældre og fortalte, at Mona ikke var ved bussen. Drengenes forældre begyndte straks en hurtig gennemgang af området, men da de ikke fandt hende, kontaktede de hendes forældre og lærerinde. Efter tre timer, da Mona stadig ikke var dukket op, kontaktede de politiet, der finkæmmede området, blandt andet Hvidkilde Sø, der ligger tæt ved. Næste dag fortsatte eftersøgningen, nu med hundepatruljer og helikopter. Lørdag den 22. august var eftersøgningsholdets størrelse på 900 mand.
Det er en af de største eftersøgninger i Danmark. Den døde blev først fundet den 25. september, da en mand henvendte sig til politiet, efter at han havde set en bylt flyde på vandoverfladen i en sø. Det var i Nørresø, der lå cirka 20 kilometer fra, hvor man fandt Monas cykel. Afdøde lå i to papirsække, og undersøgelser viste, at hun havde været udsat for en sædelighedsforbrydelse og sandsynligvis var blevet kvalt.

## Domfældelse og omtale
Den dømte var en gift hovmester med fire børn. Den danske forsvarsadvokat Jørgen Jacobsen blev involveret i sagen efter tilskyndelse fra vennen Erik Nørgaard, der havde dækket sagen som journalist for Politiken. De to rejste i august 1967 rundt på Sydfyn for at forske i nye spor.
Sagen er omtalt i bøgerne Danske Kriminalsager
og Journalist på rettens vej.
Erik Nørgaard udgav desuden bogen Hvem myrdede Mona i 1972.
I 2009 blev udtrykket Mona-sagen anvendt i en anden sammenhæng. Denne gang vedrørende et røverisk overfald på den 60-årige Mona Egebjerg som førte til hendes død.

## Henvisning
1. 1 2 3  Sofie Sparre (22. juli 2008). "Drab på børn: Mona-sagen". TV2 Finans. (Webside ikke længere tilgængelig)
2. 1 2 3 4  Mogens Meilby, Erik Nørgaard (2001). Journalist på rettens vej. Forlaget Ajour. ISBN 87-89235-48-7.
3. ↑  Ritzaus Bureau (4. december 2002). "83-årig forsvarsadvokat vil synge viser". Fyens.dk. Arkiveret fra originalen 5. marts 2016. Hentet 2. oktober 2010.
4. ↑  Danske kriminalsager gennem et kvart århundrede. Dansk Politi-Idræts Forlag. 2006. ISBN 87-987446-0-7.
5. ↑  Erik Nørgaard (2001). Journalist på rettens vej. Ajour. ISBN 87-89235-48-7.
6. ↑  Erik Nørgaard (1972). Hvem myrdede Mona. Nordisk Bogforlag. ISBN 87-85083-35-6.
7. ↑  Palle Høj (26. juni 2009). "Kvinde død efter røverisk overfald". sn.dk. (Webside ikke længere tilgængelig)